# Unité urbaine d'Olonzac
L'unité urbaine d'Olonzac est une unité urbaine française centrée sur la ville d'Olonzac, département de l'Hérault.

## Données globales
En 2010, selon l'Insee, l'unité urbaine d'Olonzac est composée de deux communes, situées dans l'arrondissement de Béziers, subdivision administrative du département de l' Hérault et dans l'arrondissement de Narbonne, département de l' Aude.
L'unité urbaine d'Olonzac appartient à l'aire d'attraction de Narbonne.

## Délimitation de l'unité urbaine de 2010
En 2010, l'Insee a procédé à une révision des délimitations des unités urbaines  de la France; celle d'Olonzac est composée de deux communes.

### Communes
Liste des communes appartenant à l'unité urbaine d'Olonzac selon la nouvelle délimitation de 2010 et sa population municipale en 2010 (liste établie par ordre alphabétique) :
| Nom     | Code Insee | Département | Statut       | Superficie (km2) | Population (dernière pop. légale) | Densité (hab./km2) | Modifier                                    |
| ------- | ---------- | ----------- | ------------ | ---------------- | --------------------------------- | ------------------ | ------------------------------------------- |
| Olonzac | 34189      | Hérault     | ville-centre | 18,95            | 1 683 (2022)                      | 89                 | modifier les données · modifier les données |
| Homps   | 11172      | Aude        | banlieue     | 3,06             | 604 (2022)                        | 197                | modifier les données · modifier les données |

## Évolution démographique
L'évolution démographique ci-dessous concerne l'unité urbaine selon le périmètre défini en 2010.
| 1968  | 1975  | 1982  | 1990  | 1999  | 2007  | 2012  | 2018  | - | - |
| ----- | ----- | ----- | ----- | ----- | ----- | ----- | ----- | - | - |
| 2 460 | 2 253 | 2 202 | 2 180 | 2 173 | 2 303 | 2 366 | 2 325 | - | - |